# Monasterio de la Concepción Franciscana (Cuenca)
El monasterio de la Concepción Franciscana de Cuenca (Castilla-La Mancha, España) estaba ya edificado en 1504, año en que el canónigo Alvar Pérez de Montemayor se lo entregó a la Abadesa. Este monasterio, siguiendo los deseos del fundador, fue incorporado a la Orden de la Inmaculada Concepción, de forma semejante a como lo estaba el de Toledo. 
El canónigo Pérez de Montemayor estableció en las capitulaciones que la capilla mayor les serviría de enterramiento a él y a su familia; aunque ésta -tanto los Montemayor como los Sánchez de Teruel- disponía de su propia capilla en la iglesia de Santa María de Gracia. Cuando murió don Álvaro fue enterrado en la capilla mayor, delante del altar, en un sepulcro que había labrado el entallador Diego de Flandes, en 1512. El sepulcro, que conocemos por testimonio escrito, era de alabastro y contenía la efigie yacente del fundador acompañado de un paje. Se alzaba sobre unos leones y adornaba sus frentes con cuatro escudos sostenidos por unos niños. 
En 2001 el Monasterio fue declarado Bien de Interés Cultural (BIC) con categoría de Monumento Histórico-Artístico Nacional.

## Descripción
En cuanto al monasterio, que tiene tres alturas, presenta unas fachadas casi sin huecos; animadas únicamente por unas pequeñas ventanas, que no guardan simetría alguna —pues están abiertas en función del interior—, y por unos pequeños escudos, que memoran al fundador. Se ingresa por una sencilla puerta en arco de medio punto. Las dependencias conventuales se articulan en torno a un patio de trazado irregular, cuyos pies derechos con zapatas, muy dentro de la tradición gótica, son ajenos a la tipología de un patio conventual. 
Del primitivo conjunto del siglo XVI quedan, además del patio adaptado, los tiros de escalera y la portada de la fachada de la iglesia. Esta portada, realizada por Pedro de Alviz, es muy representativa de ese arte plateresco que se desarrolla en Cuenca en la década de los treinta. Su composición es muy sencilla; se reduce a un arco de medio punto, enmarcado por unas pilastras cajeadas y por un amplio entablamento que termina en un frontón triangular. Las enjutas se adornan con unos angelitos, que portan unos escudos; el friso, con unos grutescos y con los clásicos medallones con sus cabezas de perfil; y el tímpano, con una escultura de la Virgen colocada dentro de una hornacina, entre ángeles que ofrecen frutos. Se remata la portada con una figura, que tiene una calavera a su lado, probablemente una alegoría de la muerte. 

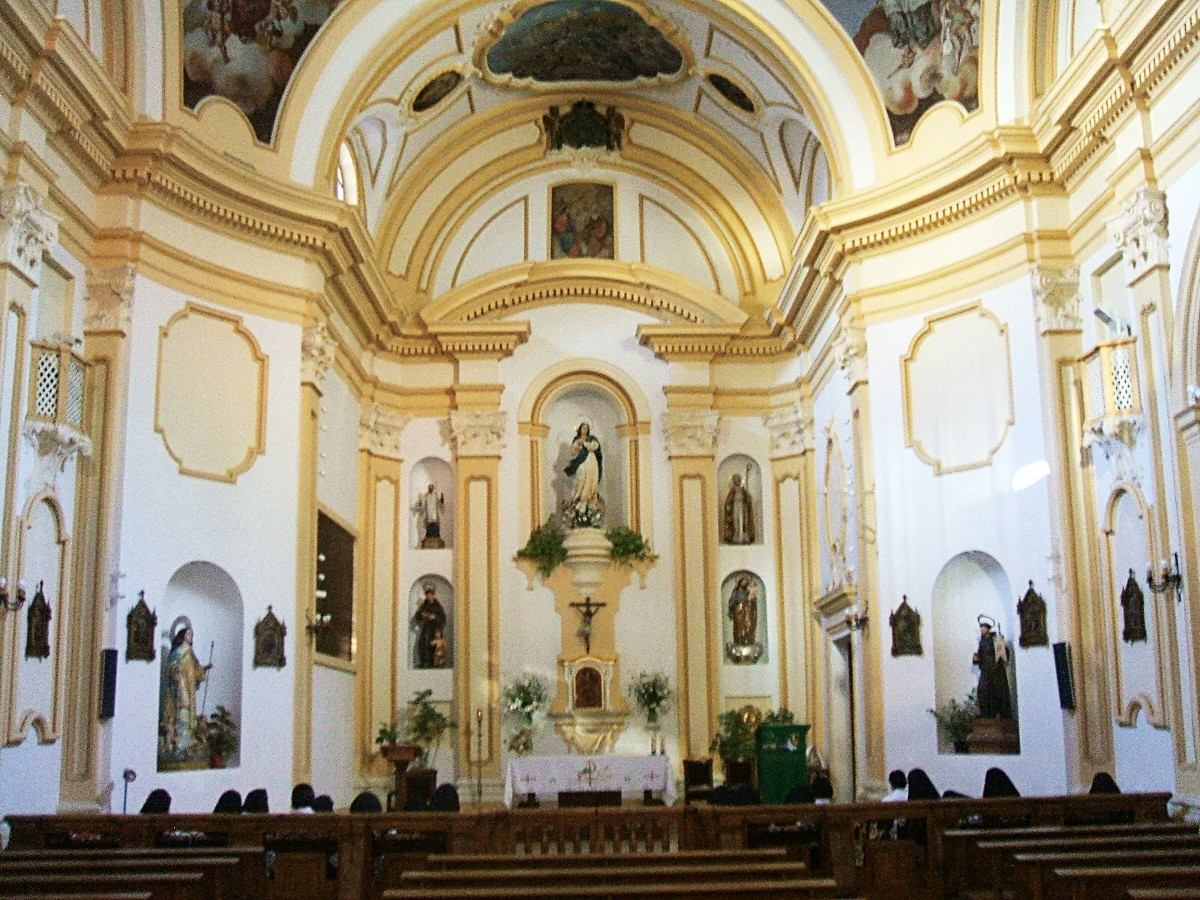
Cabecera de la iglesia conventual

En el siglo XVIII comienzan las obras del nuevo edificio, dirigidas por José Martín, que diseñó la iglesia en su estilo inconfundible, en el que siempre es patente el gusto por centrar la planta, aunque exista un claro eje longitudinal. Como tal monasterio de clausura, la iglesia posee coro alto a los pies —lo que ayuda a la dicha centralización espacial—, resuelto mediante cúpula elíptica, perforada por lunetos, sobre pilares achaflanados. 
La coloración clara y la ligereza de la decoración hacen que pueda incluirse, con reservas, en la estética rococó. Asimismo, ciertos detalles en el tratamiento del muro, como los recuadros y hornacinas que aparecen entre las pilastras de orden compuesto, y las cabezas de querubines que adornan aquellos, nos remiten a Borromini. 
La fachada de la iglesia está enmarcada por unas pilastras de sillería; y se remata por cornisa curva, sobre la que descansa una espadaña. La portada de la fábrica del siglo XVI se conservó por expresa indicación de José Martín. 
En la actualidad, la iglesia está abierta al culto y puede visitarse, quedando el resto del edificio restringido para la clausura de las monjas.
- Este artículo incluye contenido derivado de una disposición relativa al proceso de protección, incoación o declaración de un bien cultural o natural publicada en el BOE n.º 267 el 7 de noviembre de 1997 (texto), el cual está libre de restricciones conocidas en virtud del derecho de autor de conformidad con lo dispuesto en el artículo 13 de la Ley de Propiedad Intelectual española.